# Gewerblicher Rechtsschutz

Übersicht

Der gewerbliche Rechtsschutz umfasst die gewerblichen Schutzrechte der einzelnen Gewerbetreibenden an immateriellen Gütern wie beispielsweise einer technischen Erfindung oder einer Marke.
Im deutschen  Recht regeln insbesondere das Patent-, Marken- und Designrecht, aber auch das Halbleiterschutzgesetz oder das Sortenschutzgesetz Voraussetzung, Inhalt und Schranken der dem Rechteinhaber zustehenden Ausschließlichkeitsrechte.
Zum gewerblichen Rechtsschutz wird auch das Lauterkeitsrecht insoweit gezählt, als es im Gesetz gegen den unlauteren Wettbewerb (UWG) die gewerbliche Tätigkeit schützt, obwohl es den Gewerbetreibenden kein Immaterialgüterrecht gewährt (wettbewerbsrechtlicher Leistungsschutz). Das so entstandene Gebiet wird als Grüner Bereich (nach der Fachzeitschrift GRUR, die einen grünen Einband hat) bezeichnet.
Das Urheberrecht wird nicht zu den gewerblichen Schutzrechten gezählt, da es den Schutz persönlicher geistiger Schöpfungen betrifft, die mehr dem künstlerischen als dem gewerblichen Bereich entstammen.
Gewerbliche Schutzrechte und das Urheberrecht werden als „Immaterialgüterrechte“ unter dem Begriff des geistigen Eigentums zusammengefasst.